# 가케가와시
가케가와시(일본어: 掛川市)는 일본 시즈오카현 서부에 있는 도시이다.
농업이 주요 산업 중 하나이며 녹차 재배는 일본 굴지의 산출량을 자랑한다. 마키노하라시가 성립하기 전까지는 황다의 생산량이 일본 1위였다. 도카이도 신칸센 가케가와역과 도메이 고속도로 가케가와 IC의 접근성을 무기로 공업단지 유치에 성공해 현내 유수의 공업도시가 되었다. 구라미 온천, 호센지 온천 등 시내 각지의 온천 마을과 가케가와 화조원 등의 관광지를 방문하는 관광객도 많다.

## 지리
마키노하라 대지의 서쪽에 위치하며 남북으로 약 30km, 동서로 약 16km 길이이다.

## 역사
아즈치모모야마 시대에는 야마우치 가즈토요의 성시였다. 에도 시대에는 도카이도의 가케가와주쿠, 닛사카슈쿠의 역참 마을이자 가케가와성을 중심으로 한 가케가와번, 요코스카번의 성시로 발달한 지방 도시였다.
- 1889년 4월 1일 - 정촌제 시행으로 사야군 가케가와정이 성립하였다.
- 1889년 4월 16일 - 도카이도 본선 가케가와역이 개업하였다.
- 1896년 4월 1일 - 기토군, 사야군과 합병해 오가사군이 설치되었다.
- 1914년 5월 1일 - 요코스카촌이 정으로 승격해 요코스카정이 되었다.
- 1925년 8월 20일 - 오이케촌을 가케가와정에 편입하였다.
- 1932년 10월 1일 - 아마사쿠라촌, 사쿠라기촌과 합병해 사쿠라기촌이 설치되었다.
- 1942년 6월 1일 - 미하마촌, 미쓰마타촌이 합병해 무쓰하마촌이 설치되었다.
- 1943년 4월 1일 - 난고촌을 가케가와정에 편입하였다.
- 1950년 10월 1일 - 가미우치다촌을 가케가와정에 편입하였다.
- 1951년 4월 1일 - 가케가와정, 니시난고촌, 아와모토촌, 니시야마구치촌이 합병해 가케가와정을 설치하였다.
- 1954년 3월 31일 - 소가촌, 히가시야마구치촌을 편입하여 시로 승격해 가케가와시가 되었다.
- 2003년 - 가케가와시를 비릇한 각 장소에서 제58회 국민체육대회 'NEW! 와카후지 국체'가 개최되어 아키히토 천황, 미치코 황후(당시)가 행차하였다.
- 2005년 4월 1일 - 구 가케가와시, 다이토정, 오스카정이 대등 합병해 새로운 가케가와시가 성립하였다.

## 교통

### 철도
- 도카이 여객철도
  - 도카이도 본선
  - 도카이도 신칸센

- 덴류하마나코 철도
  - 덴류하마나코선

### 도로
- 도메이 고속도로
- 국도 제1호선
- 국도 제150호선

## 인구
| 연도 | 인구    | ±%      |
| ---- | ------- | ------- |
| 1940 |         | —       |
| 1950 | 38,938  | —       |
| 1960 | 88,989  | +128.5% |
| 1970 | 86,113  | −3.2%   |
| 1980 | 94,398  | +9.6%   |
| 1990 | 105,030 | +11.3%  |
| 2000 | 114,328 | +8.9%   |
| 2010 | 116,373 | +1.8%   |

|                                                | |
| 가케가와시의 전국의 연령별 인구 분포（2005년） | 가케가와시의 연령·남녀별 인구 분포（2005년）                                                                              |
| ■자주색 ― 가케가와시 ■녹색 ― 일본전국          | ■파랑색 ― 남자 ■빨간색 ― 여자                                                                                             |
| · 가케가와시（에 해당되는 지역）의 인구추이    | |
| 일본 총무성 통계국 국세조사 결과               | |
|                                                | 이 그래프는 더 이상 지원되지 않는 레거시 그래프 확장 기능을 사용하고 있습니다. 새로운 차트 확장 기능으로 변환해야 합니다. |